# Debí Tirar Más Fotos World Tour
Debí Tirar Más Fotos World Tour is de komende zesde concerttournee van de Puerto Ricaanse rapper Bad Bunny ter promotie van zijn zesde solostudioalbum Debí Tirar Más Fotos (2025). De wereldtournee vindt uitsluitend in stadions plaats en start op 21 november 2025 in het Estadio Olímpico Félix Sánchez in Santo Domingo De tour eindigt op 22 juli 2026 in het Koning Boudewijnstadion in Brussel .

## Aankondigingen
Op 13 januari 2025 kondigde Bad Bunny No Me Quiero Ir de Aquí aan, een 30-daagse Puerto Ricaanse exclusieve concertresidentie voor 2025 in San Juan 's Coliseo de Puerto Rico José Miguel Agrelot tussen begin juli en half september, ter ondersteuning van zijn zesde studioalbum Debí Tirar Más Fotos (2025). In een kort fragment hintte de rapper op een wereldtournee, door te zeggen:
Dankzij de muziek en de liefde die jullie mij geven, heb ik het voorrecht gehad om te reizen en op te treden in verschillende delen van de wereld [...] Voordat het jaar om is, zal ik je de exacte [datum] vertellen waarop ik jullie ga bezoeken. 
Op 4 mei verscheen een eerste hint naar de wereldtournee.  Voor verschillende stadions werden twee witte Monobloc-stoelen geplaatst. Diezelfde stoelen staan op de hoes van het album van de zanger afgebeeld. De volgende dag werd de titel van de tour bekendgemaakt, samen met 24 initiële data in Latijns-Amerika, Australië, Japan en Europa. Het is Bad Bunny's tweede tournee die alleen in stadions plaatsvindt, na de World's Hottest Tour, die in 2022 shows door Noord- en Zuid-Amerika reisde. In 2026 sluit de zanger de tournee af in Brussel, wat ook meteen zijn eerste optreden is op Belgische bodem. 
Vanwege de grote vraag werden op 9 mei één extra data aangekondigd in Lima, São Paulo, Sydney, Barcelona, Lissabon, Düsseldorf, Arnhem, Londen, Parijs en Milaan, evenals twee extra data in Medellín en acht extra data in Madrid, waardoor het totale aantal shows bijna verdubbelde tot 45. Benito brak verschillende records met de wereldtournee. Zo werd hij in Madrid de artiest die het snelst tickets verkocht, en het meeste voor een solo tournee in Spanje. In Frankrijk werd hij de eerste latin act die twee stadions kon uitverkopen, en in Mexico stonden maar liefst 4 miljoen mensen in de ticketwachtrij, een record. 

## Tourdata
| Datum (2025) | Stad          | Land                   | Locatie                        | Opkomst |
| ------------ | ------------- | ---------------------- | ------------------------------ | ------- |
| 21 november  | Santo Domingo | Dominicaanse Republiek | Estadio Olímpico Félix Sánchez | —       |
| 22 november  | Santo Domingo | Dominicaanse Republiek | Estadio Olímpico Félix Sánchez | —       |
| 5 december   | San José      | Costa Rica             | Estadio Nacional de Costa Rica | —       |
| 6 december   | San José      | Costa Rica             | Estadio Nacional de Costa Rica | —       |
| 10 december  | Mexico-Stad   | Mexico                 | Estadio GNP Seguros            | —       |
| 11 december  | Mexico-Stad   | Mexico                 | Estadio GNP Seguros            | —       |
| 12 december  | Mexico-Stad   | Mexico                 | Estadio GNP Seguros            | —       |
| 15 december  | Mexico-Stad   | Mexico                 | Estadio GNP Seguros            | —       |
| 16 december  | Mexico-Stad   | Mexico                 | Estadio GNP Seguros            | —       |
| 19 december  | Mexico-Stad   | Mexico                 | Estadio GNP Seguros            | —       |
| 20 december  | Mexico-Stad   | Mexico                 | Estadio GNP Seguros            | —       |
| 21 december  | Mexico-Stad   | Mexico                 | Estadio GNP Seguros            | —       |

| Datum (2026) | Stad         | Land                | Stadion                                  | Opkomst |
| ------------ | ------------ | ------------------- | ---------------------------------------- | ------- |
| 23 januari   | Medellín     | Colombia            | Estadio Atanasio Girardot                | —       |
| 24 januari   | Medellín     | Colombia            | Estadio Atanasio Girardot                | —       |
| 25 januari   | Medellín     | Colombia            | Estadio Atanasio Girardot                | —       |
| 30 januari   | Lima         | Peru                | Estadio Nacional                         | —       |
| 31 januari   | Lima         | Peru                | Estadio Nacional                         | —       |
| 5 februari   | Santiago     | Chili               | Estadio Nacional Julio Martínez Prádanos | —       |
| 6 februari   | Santiago     | Chili               | Estadio Nacional Julio Martínez Prádanos | —       |
| 7 februari   | Santiago     | Chili               | Estadio Nacional Julio Martínez Prádanos | —       |
| 13 februari  | Buenos Aires | Argentinië          | Estadio Mâs Monumental                   | —       |
| 14 februari  | Buenos Aires | Argentinië          | Estadio Mâs Monumental                   | —       |
| 15 februari  | Buenos Aires | Argentinië          | Estadio Mâs Monumental                   | —       |
| 20 februari  | São Paulo    | Brazilië            | Allianz Parque                           | —       |
| 21 februari  | São Paulo    | Brazilië            | Allianz Parque                           | —       |
| 28 februari  | Sydney       | Australië           | ENGIE Stadium                            | —       |
| 1 maart      | Sydney       | Australië           | ENGIE Stadium                            | —       |
| n.n.b.       | Tokio        | Japan               | TBA                                      | —       |
| 22 mei       | Barcelona    | Spanje              | Estadi Olímpic Lluís Companys            | —       |
| 23 mei       | Barcelona    | Spanje              | Estadi Olímpic Lluís Companys            | —       |
| 26 mei       | Lissabon     | Portugal            | Estádio da Luz                           | —       |
| 27 mei       | Lissabon     | Portugal            | Estádio da Luz                           | —       |
| 30 mei       | Madrid       | Spanje              | Riyadh Air Metropolitano                 | —       |
| 31 mei       | Madrid       | Spanje              | Riyadh Air Metropolitano                 | —       |
| 2 juni       | Madrid       | Spanje              | Riyadh Air Metropolitano                 | —       |
| 3 juni       | Madrid       | Spanje              | Riyadh Air Metropolitano                 | —       |
| 6 juni       | Madrid       | Spanje              | Riyadh Air Metropolitano                 | —       |
| 7 juni       | Madrid       | Spanje              | Riyadh Air Metropolitano                 | —       |
| 10 juni      | Madrid       | Spanje              | Riyadh Air Metropolitano                 | —       |
| 11 juni      | Madrid       | Spanje              | Riyadh Air Metropolitano                 | —       |
| 14 juni      | Madrid       | Spanje              | Riyadh Air Metropolitano                 | —       |
| 15 juni      | Madrid       | Spanje              | Riyadh Air Metropolitano                 | —       |
| 20 juni      | Düsseldorf   | Duitsland           | Merkur Spiel-Arena                       | —       |
| 21 juni      | Düsseldorf   | Duitsland           | Merkur Spiel-Arena                       | —       |
| 23 juni      | Arnhem       | Nederland           | GelreDome                                | —       |
| 24 juni      | Arnhem       | Nederland           | GelreDome                                | —       |
| 27 juni      | Londen       | Verenigd Koninkrijk | Tottenham Hotspur Stadium                | —       |
| 28 juni      | Londen       | Verenigd Koninkrijk | Tottenham Hotspur Stadium                | —       |
| 1 juli       | Marseille    | Frankrijk           | Orange Vélodrome                         | —       |
| 4 juli       | Nanterre     | Frankrijk           | Paris La Défense Arena                   | —       |
| 5 juli       | Nanterre     | Frankrijk           | Paris La Défense Arena                   | —       |
| 10 juli      | Stockholm    | Zweden              | Strawberry Arena                         | —       |
| 11 juli      | Stockholm    | Zweden              | Strawberry Arena                         | —       |
| 14 juli      | Warschau     | Polen               | PGE Narodowy                             | —       |
| 17 juli      | Milaan       | Italië              | Ippodrome Snai La Maura                  | —       |
| 18 juli      | Milaan       | Italië              | Ippodrome Snai La Maura                  | —       |
| 22 juli      | Brussel      | België              | Koning Boudewijnstadion                  | —       |